# Mahina (Mali)
Pour les articles homonymes, voir Mahina (homonymie).
Mahina est une localité et une commune rurale malienne, située dans le pays de la Niatiaga[réf. nécessaire], chef-lieu d'arrondissement dans le cercle de Bafoulabé, dans la Région de Kayes.

## Géographie
La localité de Mahina est située sur la rive gauche du Bafing et sur la route nationale RN 2 - RN 22 à 6 km au sud du chef-lieu de cercle Bafoulabé. Le fleuve Bakoye s'ajoute au Bafing à Bafoulabe pour devenir le « fleuve-Sénégal ». La commune s'étend sur les deux rives du Bafing, la localité de Mahinanding fait face à Mahina sur la rive opposée du Bafing.
| Diamou  | Bafoulabé | Oualia  |
| Niambia | Mahina    | Oualia  |
| Gounfan | Koundian  | Diokéli |

## Histoire

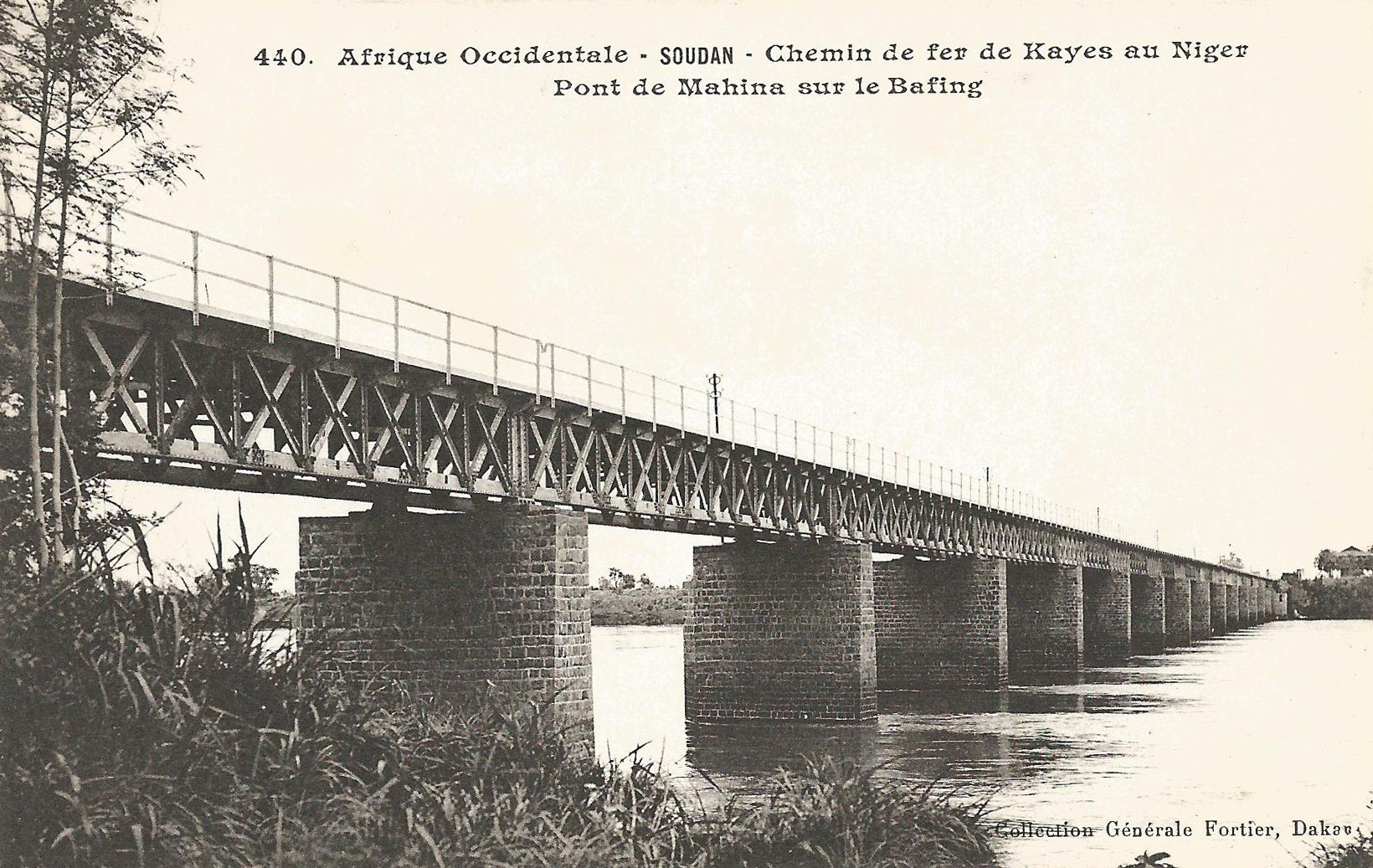
Pont sur le Bafing.

Le pont de Mahina sur le Bafing est un pont ferroviaire métallique situé au km 116 de la voie ferrée de Kayes au Niger, construit durant 150 jours sous la direction du 5e régiment du génie, il est inauguré en mai 1896, par le Colonel de Trentinian, Lieutenant-Gouverneur du Soudan français. Long de 400 m, il est constitué de 16 travées métalliques.

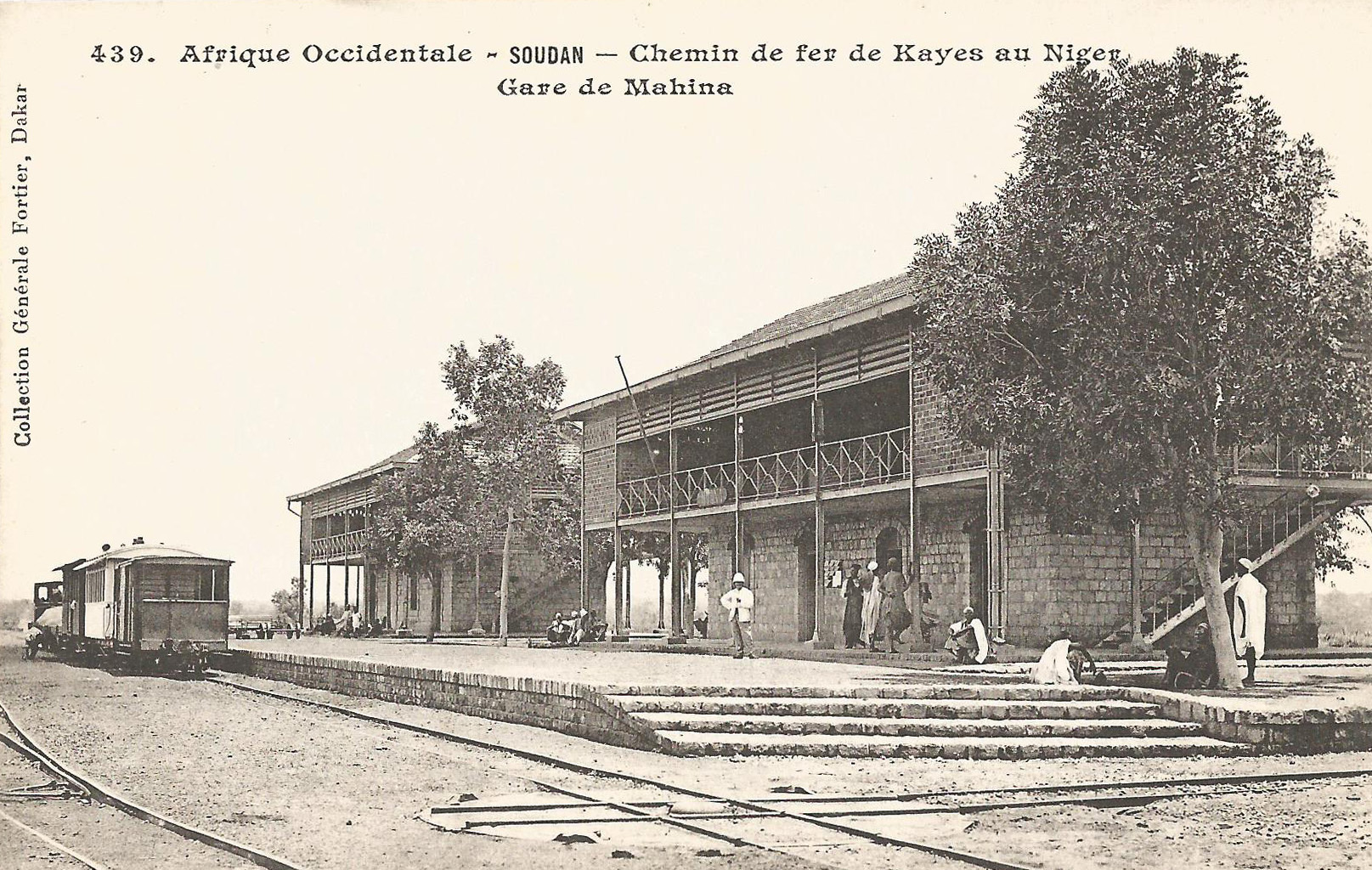
La gare, une station du Chemin de fer de Kayes au Niger.

Le chemin de fer franchit le fleuve à Mahina sur un pont construit en 1895 et réparé en 2022.
Elle se située à 6 km de Bafoulabé, tous deux sur la rive gauche du fleuve Bafing. Le fleuve Bakoye s'ajoute au Bafing à Bafoulabe pour devenir le « fleuve-Sénégal ». Le village de Mahina fut fondé vers 1830 par les Danioko et Diallo. En effet, Ansoumane Danioko, un chasseur venait de Bagouko à quelques kilomètres de Diamou à l'ouest pour chasser des gibier car l'endroit était giboyeux à cause de se proximité avec le fleuve bafing. Finalement il décida de s'y installer et en fit son hameau de culture et de chasse. Quelques années plutard les Diallo installés à Bafoulabé par les colons se séparent par soucis de préserver la cohésion social. Le jeune frère du nom de Nare Sira Moussa descendit vers le sud sur ordre des blancs  et trouva le hameau de Ansoumane Danioko et demanda à s'installer. Avec l'appui des blancs il trouva hospitalité chez ce dernier qui finit par lui confier le hameau car sa profession de chasseur de lui permettait de rester sur place.  Pour consolider la paix et la cohésion sociale entre les deux familles Diallo et Danioko, Ansoumane donna en mariage sa fille Lountan a Nare Sira Moussa et ce fut le premier mariage entre les deux famille car par la suite beaucoup d'autres unions se feront entre eux.
Les terres sur lesquelles étaient installées les deux famille appartenaient aux Sissoko de Diallo la, un peu plus au sud. C'était le barinta et les blancs negocierent auprès des Sissoko l'installation du village qui allait naître et parer le nom Mahina.

## Politique
| Année | Maire élu                | Parti politique |
| ----- | ------------------------ | --------------- |
| 1999  | Souleymane Konaté        | ADEMA           |
| 2004  | Ibrahim Tounkara         | indépendant     |
| 2009  | Adama Bandiougou Sissoko | Adéma-Pasj      |
| 2016  | Adama Bandiougou Sissoko | Adéma-Pasj      |

 Adama Danioko 1er adjoint et Mohamed Boubacar Diallo 2e adjoint.
À l'issue des élections communales de décembre 2016, la commune de Mahina comptait désormais 23 conseillers au lieu de 17 et Adama Bandiougou Sissoko a été réélu pour un deuxième quinquennat avec le parti Adema Pasj. La Commune rurale de Mahina s'est dotée d'une salle de délibération spacieuse et bien équipée et d'une salle informatique de 24 ordinateurs avec connexion wifi.

## Villages
La commune s'étend sur 25 localités relevées lors du recensement général de 2009. 
Les villages les plus peuplés sont :
- Mahina (7 350 habitants) ;
- Diallola (2 418 habitants) ;
- Diatawali (1 708 habitants).

La loi 2023-007 attribue à la commune rurale 26 villages  :
- Bakroufata
- Bantingoungou
- Bérémassou
- Diallola
- Diatawali
- Diguila
- Galoukoné
- Kallé
- Mahina
- Sitafoula
- Tamarana
- Tantoudji
- Tilia-Baloma
- Fatia-Saméa
- Guini
- Kala
- Kéniékéniéko
- Mahinanding
- Niakalinsiraya
- Oualia-Déguéré
- Santankoto
- Sékodounga
- Tinko
- Souloukoto
- Touba
- Oualia-Colon

## Enseignement
Le Lycée privé Sané Sakiliba de Mahina relève de l'Académie d'enseignement de Kita.

## Transports
Mahina dispose d'une gare sur le Chemin de fer de Kayes au Niger.
La route nationale RN 2 relie Mahina à Kéniéba, elle longe la rive gauche du Bafing jusqu'à Bantingoungou, Mahina est le point de départ de la RN 22 qui longe la rive droite du Bafing jusqu'à Bakouroufata.

## Cultes
La paroisse catholique Notre Dame de l’Annonciation de Mahina fondée en 1968, relève du diocèse de Kayes.

## Culture
La commune de Mahina fait partie des aires culturelles maliennes du Khasso et du Manigala.

## Personnalités
- Ami Yerewolo, chanteuse malienne née à Mahina.